# Agapetus boulderensis
Agapetus boulderensis là một loài Trichoptera trong họ Glossosomatidae. Chúng phân bố ở miền Tân bắc.